# Dipoena foliata
Dipoena foliata là một loài nhện trong họ Theridiidae.
Loài này thuộc chi Dipoena. Dipoena foliata được Eugen von Keyserling miêu tả năm 1886.